# Vickers Shipbuilding and Engineering
Vickers Shipbuilding and Engineering, Ltd (VSEL) était une société de construction navale basée à Barrow-in-Furness, Cumbria, dans le nord-ouest de l’Angleterre. Elle a construit des navires de guerre, des navires civils, des sous-marins et des armements. La société était historiquement l’usine de construction navale de Vickers-Armstrongs et elle a un héritage de construction de grands navires de guerre et d’armements navals. À travers une histoire compliquée, la division de construction navale de la société est maintenant devenue BAE Systems Submarine Solutions et la division de l’armement fait maintenant partie de BAE Systems Land & Armaments.

## Historique
La société a été fondée en 1871 par James Ramsden comme la Iron Shipbuilding Company, mais son nom a rapidement été changé en Barrow Shipbuilding Company.
En 1897, Vickers & Sons a acheté la Barrow Shipbuilding Company et sa filiale, la Maxim Nordenfelt Guns and Ammunition Company, devenant ainsi Vickers, Sons and Maxim, Limited. Le chantier naval de Barrow est devenu la Naval Construction & Armaments Company. En 1911, la société a été rebaptisée Vickers Ltd, et en 1927 elle est devenue Vickers-Armstrongs Ltd après une fusion avec Armstrong Whitworth, dont le chantier naval à High Walker sur la rivière Tyne est devenu le « Naval Yard ».
En 1955, le nom de la division de construction navale a changé pour Vickers Armstrongs Shipbuilders, Ltd. Il a changé à nouveau en 1968 pour Vickers Limited Shipbuilding Group.
Le groupe de construction navale a été nationalisé en vertu de la loi sur les industries aéronautiques et navales en 1977 et incorporé dans British Shipbuilders.
L’ancien chantier Vickers à Barrow a été le premier chantier naval du groupe British Shipbuilders à retourner dans le secteur privé. Il a été vendu en mars 1986 à une société dirigée par des employés, VSEL Consortium, qui comprenait également sa filiale Cammell Laird, basée à Birkenhead. La société a été lancée à la Bourse de Londres en décembre 1986.
En 1988, une erreur de la haute direction et un changement des méthodes de construction navale ont fait que le chantier naval Vickers à Barrow-in-Furness a accidentellement soudé une partie du HMS Triumph (un sous-marin nucléaire) en position à l’envers.
En 1994, VSEL a fait l’objet de deux propositions de rachat, l’une de General Electric Company plc et l’autre de British Aerospace (BAe). VSEL était disposée à participer à une fusion avec une plus grande entreprise afin de réduire son exposition aux cycles de production des navires de guerre, en particulier à la suite de l’examen de la défense « Options for Change » après la fin de la guerre froide. Les deux offres ont été transmises à la Commission des monopoles et des fusions (MMC), qui a publié ses conclusions et ses conseils au gouvernement en mai 1995. L’offre de BAe a été approuvée, tandis que la MMC a conclu (avec deux des 6 membres dissidents) que l’offre de GEC était susceptible de « fonctionner contre l’intérêt public ». Cependant, c’est l’offre de GEC qui a été approuvée et acceptée par VSEL, puisque le secrétaire d’État Michael Heseltine n’a pas accepté la recommandation de la MMC et a permis à l’offre d’aller de l’avant.
À la suite de l’achat de GEC, VSEL est devenu Marconi Marine (VSEL), qui fait partie de la division GEC-Marconi de la société. Avec la fusion de British Aerospace et de l’activité de défense de GEC (Marconi Electronic Systems), VSEL est passé à la société résultant de la fusion, BAE Systems dans le cadre de BAE Systems Marine. En 2003, elle est devenue une division indépendante, connue sous le nom de BAE Systems Submarines après que BAE Systems ait divisé ses opérations de construction de navires et de sous-marins. Elle a été renommée BAE Systems Submarine Solutions en janvier 2007.